# CrRNA de ativação em trans
Em biologia molecular, o crRNA de ativação em trans (tracrRNA) é um pequeno RNA codificado em trans. Ele foi decoberto primeiramente no patógeno humano Streptococcus pyogenes.  Em bacterias e arqueas, o sistema CRISPR/Cas (clustered, regularly interspaced short palindromic repeats/CRISPR-associated proteins, em português repetições palindrômicas curtas agrupadas e regularmente espaçadas/ Proteínas associadas ao CRISPR) constitue um sitema de defesa mediado por RNA que confere proteção a (contra?) vírus e plasmídeos. Essa via de defesa é constituída em três etapas. Na primeira, uma cópia de partes do ácido nucleico invasor é integrada ao locus CRISPR. Depois, os CRISPR RNAs (crRNAs) são transcritos a partir desse locus CRISPR. Os crRNAs são, então, incorporados a complexos efetores, onde o crRNA guia o complexo por complementariedade a demais cópias de vírus  ou plasmídeos invasores, promovendo degradação pelas proteínas Cas. Há uma variedade de vias para ativação dos sistemas CRISPR, uma das quais utiliza tracrRNAs, que participam da maturação do crRNA. O tracrRNA é complementar e pareia com pre-crRNAs, formando duplex de RNA. Esse conjunto é clivado pela RNase III, uma ribonuclease específica para RNA, formando um híbrido crRNA/tracrRNA hybrid. Esse híbrido age como guia para a  endonuclease Cas9, que é capaz de clivar a sequência de ácidos nucleicos alvo.

## Leituras adicionais
- Le Rhun A, Charpentier E (2012). «Small RNAs in streptococci.». RNA Biol. 9 (4): 414–26. PMID 22546939. doi:10.4161/rna.20104